# マーケル・フルツ
マーケル・エヌガイ・フルツ（Markelle N'Gai Fultz, 1998年5月29日 - ）は、アメリカ合衆国メリーランド州アッパー・マルボロ出身のプロバスケットボール選手。現在はフリーエージェントであるものの、76ers・マジック・キングスに所属していた。ポジションはポイントガード。

## 経歴

### ハイスクール
メリーランド州ハイアッツビルのデ・マーサ・カソリックハイスクールでプレーし、2016年のU-18 FIBAアメリカの金メダル獲得チャンピオンシップチームの一員となり、トーナメントMVPを獲得するほか、2016年にはマクドナルド・オール・アメリカンにもイーストチームで出場した。大学のリクルート評価では5スターを獲得し、2016年のトップクラス選手の1人であった。卒業後はワシントン大学に進学した。
| 氏名 | 出身                                                                            | 高校 / 大学                | 身長               | 体重           | コミット日    |
| --- | ------------------------------------------------------------------------------- | -------------------------- | ------------------ | -------------- | ------------- |
| マーケル・フルツ SG | メリーランド州アッパー・マルボロ                                                | デ・マーサ・カソリック高校 | 6 ft 4 in (1.93 m) | 185 lb (84 kg) | 2015年8月21日 |
| マーケル・フルツ SG | リクルート スターレーティング: Scout: Rivals: 247Sports: ESPN: ESPNグレード: 96 |                            |                    |                |               |
| 全リクルート順位: Scout: 3 Rivals: 5 ESPN: 7 |                                                                                 |                            |                    |                |               |
| - 注意: 多くの場合、Scout、Rivals、247Sports、ESPNの間で身長、体重が一致しない可能性がある。 - これらの場合、平均をとっている。ESPNグレードは100ポイントスケールに基づいている。 出典: |                                                                                 |                            |                    |                |               |

### カレッジ
2016年11月3日、西ワシントン大とのエキシビション戦で、ワシントン大学ハスキーズのユニフォームでベンチから初登場し、14分、7リバウンド、5アシスト、3ターンオーバーの成績を残した。
公式戦のデビュー戦で、30得点、7リバウンド、6アシストを記録し、その後もオールラウンドなスタイルを確立し続けた。1994-95シーズンのラドレル・ホワイトヘッド以来となる、ルーキーシーズンに1試合平均、20得点、5リバウンド、5アシストを記録した。ワシントン大をポストシーズンに導くことはできなかったにもかかわらず、フルツはオール・パシフィック12カンファレンスのファーストチームに選ばれ、オールアメリカンのサード・チームにも選出された。ワシントンで1シーズンを終えた後、2017年のNBAドラフトにアーリーエントリーすることを発表した。

#### 個人成績
| シーズン | チーム     | GP | GS | MPG  | FG%  | 3P%  | FT%  | RPG | APG | SPG | BPG | PPG  |
| -------- | ---------- | -- | -- | ---- | ---- | ---- | ---- | --- | --- | --- | --- | ---- |
| 2016-17  | ワシントン | 25 | 25 | 35.7 | .476 | .413 | .649 | 5.7 | 5.9 | 1.6 | 1.2 | 23.2 |

### フィラデルフィア・76ers
2017年のNBAドラフトでは、予てからトップ指名を予想されており、ドラフト前にはナイキとシューズ提供の複数年契約を結んでいる。ドラフト3日前にボストン・セルティックスからフィラデルフィア・セブンティシクサーズに1位指名権がトレードされ、結局、シクサーズからトップ指名を受けた。しかし、シーズンキャンプから右肩の不調を訴え、2017-18シーズン開幕して間もなく治療の為にチームから離脱すると報じられた。2018年3月26日に行われたデンバー・ナゲッツ戦で約5か月振りに復帰した。フルツはこの試合で10得点、8アシストを記録、試合は76ersが123-104で勝利した。4月11日の76ersが130-95で勝利したミルウォーキー・バックス戦でキャリア初のトリプル・ダブルとなる13得点、10リバウンド、10アシストを記録した。また、NBA史上最年少（19歳と317日）でのトリプル・ダブル達成ともなった。
2018-19シーズンも開幕から不調が続き、身体の痛みを抱えながらのプレイとなり、11月に入りミネソタ・ティンバーウルブズとのトレードによりジミー・バトラーが加入するとスターターの座を奪われる形となった。痛みを解明するため複数の専門家の元を訪れ、胸郭出口症候群と診断された。これによりフルツはNBA2年目のシーズンも無期限離脱となった。

### オーランド・マジック
シクサーズでは怪我の影響もあり充分な力を発揮できなかったフルツは、2019年2月7日にジョナソン・シモンズ、複数のドラフト指名権とのトレードでオーランド・マジックへ移籍した。
2020-21シーズン開幕前の2020年12月22日にマジックとの3年総額5000万ドルの延長契約に合意した。シーズン開幕後の2021年1月7日のクリーブランド・キャバリアーズ戦にて左前十字靭帯損傷の大怪我を負ってしまい、シーズンの残りの試合の全休が発表された。
2021-22シーズンは開幕からリハビリを続け、2022年2月28日のインディアナ・ペイサーズ戦にて、1年ぶりに公式戦に復帰した。4月10日のマイアミ・ヒート戦でキャリアハイとなる15アシストを記録し、チームは125-111で勝利した。
2022-23シーズン、2023年3月18日のロサンゼルス・クリッパーズ戦でキャリアハイとなる28得点、4スティールを記録し、チームは113-108で勝利した。

### サクラメント・キングス
2025年2月12日にサクラメント・キングスとの契約に合意した。

## 個人成績

### NBA

#### レギュラーシーズン
| シーズン | チーム | GP  | GS  | MPG  | FG%  | 3P%  | FT%   | RPG | APG | SPG | BPG | PPG  |
| -------- | ------ | --- | --- | ---- | ---- | ---- | ----- | --- | --- | --- | --- | ---- |
| 2017–18  | PHI    | 14  | 0   | 18.1 | .405 | .000 | .476  | 3.1 | 3.8 | .9  | .3  | 7.1  |
| 2018–19  | PHI    | 19  | 15  | 22.5 | .419 | .286 | .568  | 3.7 | 3.1 | .9  | .3  | 8.2  |
| 2019–20  | ORL    | 64  | 59  | 28.3 | .473 | .254 | .723  | 3.3 | 5.2 | 1.3 | .2  | 12.1 |
| 2020–21  | ORL    | 8   | 8   | 26.9 | .394 | .250 | .895  | 3.1 | 5.4 | 1.0 | .3  | 12.9 |
| 2021–22  | ORL    | 18  | 3   | 20.0 | .474 | .235 | .810  | 2.7 | 5.5 | 1.1 | .3  | 10.8 |
| 2022–23  | ORL    | 60  | 60  | 29.6 | .514 | .310 | .780  | 3.9 | 5.7 | 1.5 | .4  | 14.0 |
| 2023–24  | ORL    | 43  | 18  | 21.2 | .472 | .222 | .697  | 3.2 | 2.8 | 1.0 | .3  | 7.8  |
| 2024–25  | SAC    | 21  | 0   | 8.8  | .418 | .500 | 1.000 | 1.0 | 1.3 | .5  | .1  | 2.9  |
| 通算     | 通算   | 255 | 164 | 24.0 | .470 | .280 | .732  | 3.2 | 4.4 | 1.1 | .3  | 10.4 |

#### プレーオフ
| シーズン | チーム | GP | GS | MPG  | FG%  | 3P%  | FT%  | RPG | APG | SPG | BPG | PPG  |
| -------- | ------ | -- | -- | ---- | ---- | ---- | ---- | --- | --- | --- | --- | ---- |
| 2018     | PHI    | 3  | 0  | 7.7  | .143 | ---  | .750 | 1.0 | 1.7 | .7  | .0  | 1.7  |
| 2020     | ORL    | 5  | 5  | 29.4 | .400 | .375 | .857 | 2.2 | 5.2 | 1.0 | .6  | 12.0 |
| 2024     | ORL    | 7  | 0  | 15.1 | .588 | .000 | .556 | 2.0 | 1.1 | .4  | .0  | 6.4  |
| 通算     | 通算   | 15 | 5  | 18.3 | .446 | .353 | .700 | 1.9 | 2.6 | .7  | .2  | 7.3  |